# Limaní
Limaní es un barrio ubicado en el municipio de Adjuntas en el estado libre asociado de Puerto Rico. En el Censo de 2010 tenía una población de 276 habitantes y una densidad poblacional de 28,86 personas por km².

## Geografía
Limaní se encuentra ubicado en las coordenadas 18°9′45″N 66°48′6″O / 18.16250, -66.80167. Según la Oficina del Censo de los Estados Unidos, Limaní tiene una superficie total de 9.56 km², que corresponden a tierra firme.

## Demografía
Según el censo de 2010, había 276 personas residiendo en Limaní. La densidad de población era de 28,86 hab./km². De los 276 habitantes, Limaní estaba compuesto por el 91.3% blancos, el 2.9% eran afroamericanos, el 3.99% eran de otras razas y el 1.81% pertenecían a dos o más razas. Del total de la población el 98.19% eran hispanos o latinos de cualquier raza.